# دادگاه کاتالان
دادگاه کاتالان (انگلیسی: Catalan Courts) یا دادگاه عمومی کاتالونیا تشکیلات سیاسی و مجلس سنای کاتالونیا در اسپانیا از ۱۱۹۲ تا ۱۷۱۴ میلادی بود.